# Extraktwolle
Die zu den Reißwollen zählende Extraktwolle ist eine wiederverwendete Wolle aus Wollmischgeweben. Sie wird durch Karbonisieren gewonnen. Bei einer Faserlänge von meist über 20 Millimetern hat sie einen geringeren Wert. Missverständlicherweise wird sie auch als Alpakka bezeichnet.
In einem Textilhandbuch des Jahres 1927 wird, neben dem Karbonisieren von Lumpen zu einem reinwollenen Produkt, als hauptsächliche Gewinnung der Extraktwolle das Zerfasern gemischter Gewebe aus Wolle oder Baumwolle genannt.